# 洛瓦斯·拉斯洛
洛瓦斯·拉斯洛（發音：[ˈlovaːs ˈlaːsloː]，1948年3月9日—）是一位匈牙利数学家，主要以在组合数学中的贡献知名。他因此在1999年被授予沃尔夫数学奖和高德納獎，在2010年被授予京都獎。他从2014年起担任匈牙利科学院院长至今。他于2007年1月至2010年12月31日担任国际数学联盟主席。

## 生平
洛瓦斯于1948年3月9日出生于布达佩斯市。他的父亲是一位外科医生。洛瓦斯14岁的时候读到了埃尔德什·帕尔写的一篇数学文章并为之着迷。一年后他结识了埃尔德什。两人成为好友，谈论数学和其它话题。这段经历深刻地激励了洛瓦斯。
高中阶段，洛瓦斯于1964年、1965年和1966年三次获得国际数学奥林匹克的金牌，其中还两次获得特别奖。

## 学术生涯
洛瓦斯于1970年从匈牙利科学院获得副博士学位。他的导师是Tibor Gallai。
洛瓦斯在羅蘭大學工作到1975年。1975年到1982年期间，他领导塞格德大学的几何学系。1982年他回到罗兰大学，并创建了该大学的计算机科学系。
20世纪90年代，洛瓦斯在耶鲁大学担任教授，并担任微軟研究院的合作成员直到2006年。之后他回到罗兰大学，并在2006年到2011年担任其数学研究所的所长。
他于2014年当选匈牙利科学院院长。
洛瓦斯的妻子是匈牙利数学家Katalin Vesztergombi。作为高中学生，他们参加了同一个针对有数学天赋学生的特殊项目。Katalin也是洛瓦斯在学术研究上的主要合作者之一。

## 奖项荣誉
洛瓦斯于1993年被授予布劳威尔奖，于1999年被授予沃尔夫奖，于2007年被授予鲍耶奖，以及于2008年被授予匈牙利的塞切尼奖。他于2008年获得欧洲研究委员会的研究经费。他于2006年当选荷兰皇家艺术与科学学院外籍院士，于2007年当选瑞典皇家科學院外籍院士，于2009年当选倫敦數學學會的荣誉会员。他荣获2010年基础科学部门的京都獎。他于2012年当选美国数学学会会士。

## 著作
- Lovász, László; Plummer, M. D., , Annals of Discrete Mathematics 29, North-Holland, 1986, ISBN 0-444-87916-1, MR 0859549